# Jacques Santini
Jacques Jean Claude Santini (nascut el 25 d'abril de 1952 a Delle ) és un antic futbolista i entrenador professional francès. Va jugar a Saint-Étienne durant la dècada de 1970 i va arribar a la final de la Copa d'Europa amb ells el 1976. Ha entrenat la selecció francesa -guanyant la Copa FIFA Confederacions 2003 i arribant als quarts de final de l'Eurocopa 2004- i clubs com el Lió.

## Carrera com a entrenador

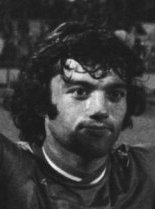
Santini amb l'AS Saint-Étienne el 1976

Santini és un dels entrenadors de futbol més destacats de França. Juntament amb Jean Michel Aulas i Bernard Lacombe va participar en la transformació del Lió en un gegant del futbol francès. De 1997 a 2000 va ser director esportiu, ajudant a posar les bases que van fer que Lió es convertís en el millor club de futbol de França. Com a entrenador del Lió del 2000 al 2002 va ser guanyador de la Copa de la Lliga de França el 2001, i el 2002 va guanyar el Campionat de França.
Santini va ser escollit com "el millor entrenador francès" l'any 2002 per France Football i el millor entrenador nacional de l'any del món el 2003 per la Federació Internacional d'Història i Estadístiques del Futbol (IFFHS). Santini va substituir Roger Lemerre com a entrenador de França el 2002. Ja havia renunciat a la posició abans de l'Eurocopa 2004, on França va perdre sorprenentment davant l'eventual campiona Grècia als quarts de final.
Santini va ocupar la posició directiva al club de la Premier League Tottenham Hotspur FC després de l'Eurocopa 2004. Sorprenentment va anunciar la seva dimissió després de només 13 partits. Oficialment, Santini va abandonar Anglaterra per problemes personals, però es va informar àmpliament que una sèrie de desacords amb l'aleshores director esportiu Frank Arnesen van provocar la seva marxa. En declaracions el 2005, Santini va dir que va renunciar en part perquè sentia que els acords amb el club s'havien trencat, però va admetre que "va cavar la seva pròpia tomba" en acceptar unir-se al club abans del final de l'Eurocopa 2004.
Va assumir el càrrec d'entrenador de l'AJ Auxerre a la Lliga 1 el 2005, però va ser destituït el 2006 a causa del seu conflicte amb el vicepresident de l'Auxerre Guy Roux.
El 23 de juny de 2008, Santini va ser vinculat amb la posició directiva vacant al club de la Premier League escocesa Hearts, però va rebutjar l'oferta.

## Palmarès

### Jugador
Saint-Étienne
- Divisió 1: 1969–70, 1973–74, 1974–75, 1975–76, 1980–81
- Copa de França: 1969–70, 1973–74, 1974–75, 1976–77

### Entrenador
Lió
- Divisió 1: 2001–02
- Copa de la Lliga: 2000–01

França
- Copa FIFA Confederacions: 2003